# Ménil-Erreux
Ménil-Erreux är en kommun i departementet Orne i regionen Normandie i nordvästra Frankrike. Kommunen ligger i kantonen Le Mêle-sur-Sarthe som tillhör arrondissementet Alençon. År 2022 hade Ménil-Erreux 195 invånare.

## Befolkningsutveckling
Antalet invånare i kommunen Ménil-Erreux
| Referens: INSEE |